# Sociedad Cultural Deportivo Recreativa Anaitasuna
La Sociedad Cultural Deportivo Recreativa Anaitasuna (SCDR), es una sociedad de ámbito cultural, deportivo y recreativo de Pamplona, Navarra, España. Dentro de sus secciones deportivas está su primer equipo de balonmano, que participa en la Liga ASOBAL.

## Plantilla 2024-25
|  | Porteros - 12 Ander Martín - 16 Marcos Cancio - 47 Daniel Santamaría Extremos izquierdos - 07 Martín Ganuza - 23 Adrián Ortíz - 25 Alejandro Ortíz Extremos derechos - 18 Xavier González - 19 Mikel Redondo Pívots - 13 Aitor García - 22 Pablo Fernández - 35 Pablo Castro | Laterales izquierdos - 11 Samuel Pereiro - 15 Ernesto Goñi - 33 Oleg Kisselev Centrales - 06 Nicolás Ayucar - 24 Pablo Itoiz - 44 Julen Elustondo - 61 Marco Moreno Laterales derechos - 08 Alonso Moreno - 30 Aitor Albizu - 91 Nicolás Zungri |

### Cuerpo técnico
- Entrenador: Enrique Domínguez
- Ayte. Entrenador: Pablo Galech
- Oficial: Josetxo Retegui
- Oficial: Jesús Gastón
- Médico: Mikel Moreno
- Médico: Jesús Ardanaz

## Historia
La Sociedad Cultural Deportivo Recreativa Anaitasuna fue creada el día 27 de septiembre de 1952, como consecuencia de la fusión del C.D. Anaitasuna con la Peña Anaitasuna. El Club Deportivo Anaitasuna fue fundado en agosto de 1946, fruto de la fusión del C.D. Hércules y el C.A. Mosquera.
En 1973 se le premia con la Copa Stadium su contribución en la promoción y fomento del deporte.

## Club
En la actualidad cuenta con más de 30.000 m² de instalaciones, entre las que destaca el Pabellón Anaitasuna que durante años fue la referencia de las instalaciones deportivas cubiertas de la ciudad. En él han jugado el Xota equipo de la primera división de fútbol sala y el equipo navarro de baloncesto con la división más alta

## Peña Anaitasuna
Fundada en el año 1948, dos años más tarde de la fundación del club. Cuenta con un local en la Calle San Francisco en la parte vieja de Pamplona, centro neurálgico de los Sanfermines, que fue inaugurado en 2003. En la actualidad cuenta con 198 socios, 18 de los mismos txikis (menores de 18 años).

### Uniforme
Primera equipación camiseta y pantalón blancos con pinceladas de verde y segunda equipación camiseta y pantalón verde y negro. 

### Himno
- Enlace para escuchar el himno
- Para leer la letra